# Rexall Place
Rexall Place je hokejový stadion nacházející se v Edmontonu, v kanadské provincii Alberta. V letech 1974 až 1995 se hala nazývala Northlands Coliseum, v letech 1995 až 1998 Edmonton Coliseum, v letech 1998 až 2003 Skyreach Centre a od roku 2003 hala nese současný název. Před halou stojí socha Wayna Gretzkyho, jednoho z nejlepších hokejistů historie, který hrál mimo jiné v týmu Edmonton Oilers.

## Živé nahrávky
Následující skupiny v hale nahráli živá alba, filmy nebo videa:
- Yes nahráli v roce 1984 koncertní film 9012Live
- Nickelback nahráli v roce 2002 koncertní video Live at Home
- Our Lady Peace nahráli v roce 2003 část nahrávky Live
- Michael W. Smith nahrál své živé DVD Worship během akce YC Alberta
- Corb Lund nahráli v roce 2007 koncertní video během turné Horse Soldier! Horse Soldier!
- Thousand Foot Krutch nahráli svůj koncert YC Alberta dne 28. května 2010